# جيف بيل (لاعب دوري الرغبي)
جيف بيل (بالإنجليزية: Geoff Bell)‏ هو لاعب دوري الرغبي أسترالي، ولد في 1973.